# Frauke Eickhoffová
Frauke Eickhoffová (nepřechýleně Eickhoff; * 24. říjen 1967 Celle, Německo) je bývalá reprezentantka Německa v judu.

## Sportovní kariéra
Vyrůstala v Hermannsburgu, kde v 5 letech začala s judem. Vrcholově se mu potom věnovala v Braunschweigu pod vedením Gottfrieda Buruckera. Její slibně začínající kariéru však přibrzdila vážná nemoc žaludku. V roce 1990 se dokázala vrátit a v roce 1991 vybojovat titul mistryně světa.
V roce 1992 patřila za hlavní favoritku na zlatou medaili na olympijských hrách v Barceloně a od prvního kola svojí roli potvrzovala. V semifinále narazila na Izraelku Arad. Koncem první minuty zápasu zaútočila technikou paží (tai-otoši), ale obdržela pouze wazári. Pokračovala tedy v boji na zemi (ne-waza) a snažila se Aradovou dostat do držení (osaekomi-waza). Ta se však vysmekla a z následující akce vyrovnala po kontru scóre. Rozuzlení přišlo posléze, kdy po nepřehledné akci obě aktérky ležely zády na zemi. Původně si myslela, že za svoje tani-otoši dostala druhé wazári neboli wazári-ippon ona. Po chvíli si však uvědomila, že rozhodčí obodoval techniku ko-uči-gari Aradové. Místo do finále tak nastoupila do boje o bronzovou medaili a podlehla Číňance Čang Ti. Obsadila 5. místo. Bylo to její poslední představení v reprezentačním dresu.

## Výsledky
| Turnaj             | 1988             | 1989             | 1990             | 1991             | 1992             |
| Turnaj             | 21               | 22               | 23               | 24               | 25               |
| Turnaj             | polostřední váha | polostřední váha | polostřední váha | polostřední váha | polostřední váha |
| ------------------ | ---------------- | ---------------- | ---------------- | ---------------- | ---------------- |
| Olympijské hry     |                  |                  |                  |                  | 5.               |
| Mistrovství světa  |                  | —                |                  | 1.               |                  |
| Mistrovství Evropy | 3.               | —                | —                | 2.               | 2.               |